# Удав собакоголовий
Уда́в собакоголо́вий  (лат. Corallus caninus L.) — неотруйний вид удавів тропічних лісів Південної Америки. У наш час[коли?] підвидів не виділено.

## Опис
Досягають до 1,8 м. Зустрічаються особини 2,3 м. Голова велика, розширена в основі з витягнутою мордою. Мають високорозвинені передні зуби, які є пропорційно більшими, ніж у будь-який іншої, не-отруйної змії.
Має смарагдово-зелений колір з білими нерегулярними переривними зигзагоподібними смугами (або так звані «блискавки») на спині і жовтий живіт. Яскраве забарвлення і маркування дуже характерне серед змій Південної Америки. Удави у віці до одного року мають різні відтінки спектру від темно-оранжевого до цегляно-червоного поступово приймаючи смарагдово-зелений (після 9—12 місяців).
Від схожого виду — зеленого пітона — відрізняється глибокими борозенками, що розділяють верхньогубні щитки. Ці борозенки розвинені вздовж всієї морди і заходять далеко за очі, тоді як у зеленого пітона вони розвинені лише на кінчику морди. Важливо відзначити, що у собакоголового удава борозенки виражені краще, ніж у всіх інших представників роду деревних удавів.

## Спосіб життя
Полюбляють долинні тропічні дощові ліси з високою вологістю. Цей вид веде виключно деревний спосіб життя. Харчується дрібними ссавцями, серед яких суттєву частину складають кажани, птахами, а при нагоді й ящірками.
Це яйцеживородна змія. Самка народжує 6—14 дитинчат.

## Розповсюдження
Мешкає у Колумбії, Венесуелі, Бразилії, Еквадорі, Перу, Болівії, Гаяні, Французькій Гвіані й Суринамі. 